# Eskalonija
Eskalonija (lat. Escallonia), rod listopadnog i vazdazelenog grmlja i manjeg drveća iz porodice eskalonijevki, kojem je kao i redu ( Escalloniales) dao svoje ime. Ovaj rod raširen je po Južnoj Americi, a pripada mu 38 vrsta.

## Vrste
1. Escallonia alpina Poepp. ex DC.
2. Escallonia angustifolia C.Presl
3. Escallonia bifida Link & Otto
4. Escallonia × bracteata Phil.
5. Escallonia callcottiae Hook. & Arn.
6. Escallonia chlorophylla Cham. & Schltdl.
7. Escallonia cordobensis (Kuntze) Hosseus
8. Escallonia × demissa Eastw.
9. Escallonia discolor Vent.
10. Escallonia farinacea A.St.-Hil.
11. Escallonia florida Poepp. ex DC.
12. Escallonia gayana Acevedo & Kausel
13. Escallonia herrerae Mattf.
14. Escallonia hispida (Vell.) Sleumer
15. Escallonia hypoglauca Herzog
16. Escallonia illinita C.Presl
17. Escallonia laevis (Vell.) Sleumer
18. Escallonia ledifolia Sleumer
19. Escallonia × lepidota Killip
20. Escallonia leucantha Remy
21. Escallonia megapotamica Spreng.
22. Escallonia micrantha Mattf.
23. Escallonia millegrana Griseb.
24. Escallonia × mollis Phil.
25. Escallonia myrtilloides L.f.
26. Escallonia myrtoides Bertero ex DC.
27. Escallonia obtusissima A.St.-Hil.
28. Escallonia paniculata (Ruiz & Pav.) Schult.
29. Escallonia pendula (Ruiz & Pav.) Pers.
30. Escallonia petrophila Rambo & Sleumer
31. Escallonia piurensis Mattf.
32. Escallonia polifolia Hook.
33. Escallonia × promaucana Phil.
34. Escallonia pulverulenta (Ruiz & Pav.) Pers.
35. Escallonia × rebecae Kausel
36. Escallonia resinosa (Ruiz & Pav.) Pers.
37. Escallonia reticulata Sleumer
38. Escallonia revoluta (Ruiz & Pav.) Pers.
39. Escallonia × rigida Phil.
40. Escallonia rosea Griseb.
41. Escallonia rubra (Ruiz & Pav.) Pers.
42. Escallonia salicifolia Mattf.
43. Escallonia schreiteri Sleumer
44. Escallonia serrata Sm.
45. Escallonia × stricta Remy
46. Escallonia tucumanensis Hosseus
47. Escallonia virgata (Ruiz & Pav.) Pers.

## Sinonimi
- Blakwellia Gaertn.
- Palladia Lam.
- Stereoxylon Ruiz & Pav.
- Vigieria Vell.